# ثعلب أميركا الجنوبية الرمادي
ثعلب أمريكا الجنوبية الرمادي (الاسم العلمي: Lycalopex griseus) هو حيوان صغير من فصيلة الكلبيات يعيش في أمريكا الجنوبية يدعى غالبًا باسم ثعلب باتاغونيا. هي نوع من الثعالب المزيفة، وهي جنس من ثعالب أمريكا الجنوبية.

## وصف الفصيلة
يتواجد هذا الثعلب ذو اللون الرمادي في الأرجنتين، ويتواجد 60000 فردًا في تشيلي ونادرًا ما يتواجد في بيرو.
ويزن هذا الحيوان حوالي 3 كيلوغرام، وطوله 50 سم. ويتغذى على القوارض، والطيور والأرانب.
حيوان وحشي من عائلة الكلبيات ورتبة آكلات اللحوم، تعتبر المناطق الواقعة بين جنوب كندا وشمال أمريكا الجنوبية الموطن الأصلي لهذا الثعلب.
إذ يألف الأراضي الحرجية ذات الأوراق العريضة والمناطق الصخرية الكثيفة الشجيرات، يكون معطفه رماديًا من الجهة الظهرية بنيًا محمرًا من الجانبين والعنق والسيقان وأبيضًا من الجهة البطنية تنتشر على وجهه بقع سوداء وبيضاء، يتراوح طول راسه وجسمه بين 53 و73 سنتيمترًا.